# Schärding
Schärding là một đô thị thuộc huyện Schärding thuộc bang Oberösterreich, Áo. Đô thị Schärding có diện tích 4,08 km², dân số thời điểm năm 2006 là 5037 người.

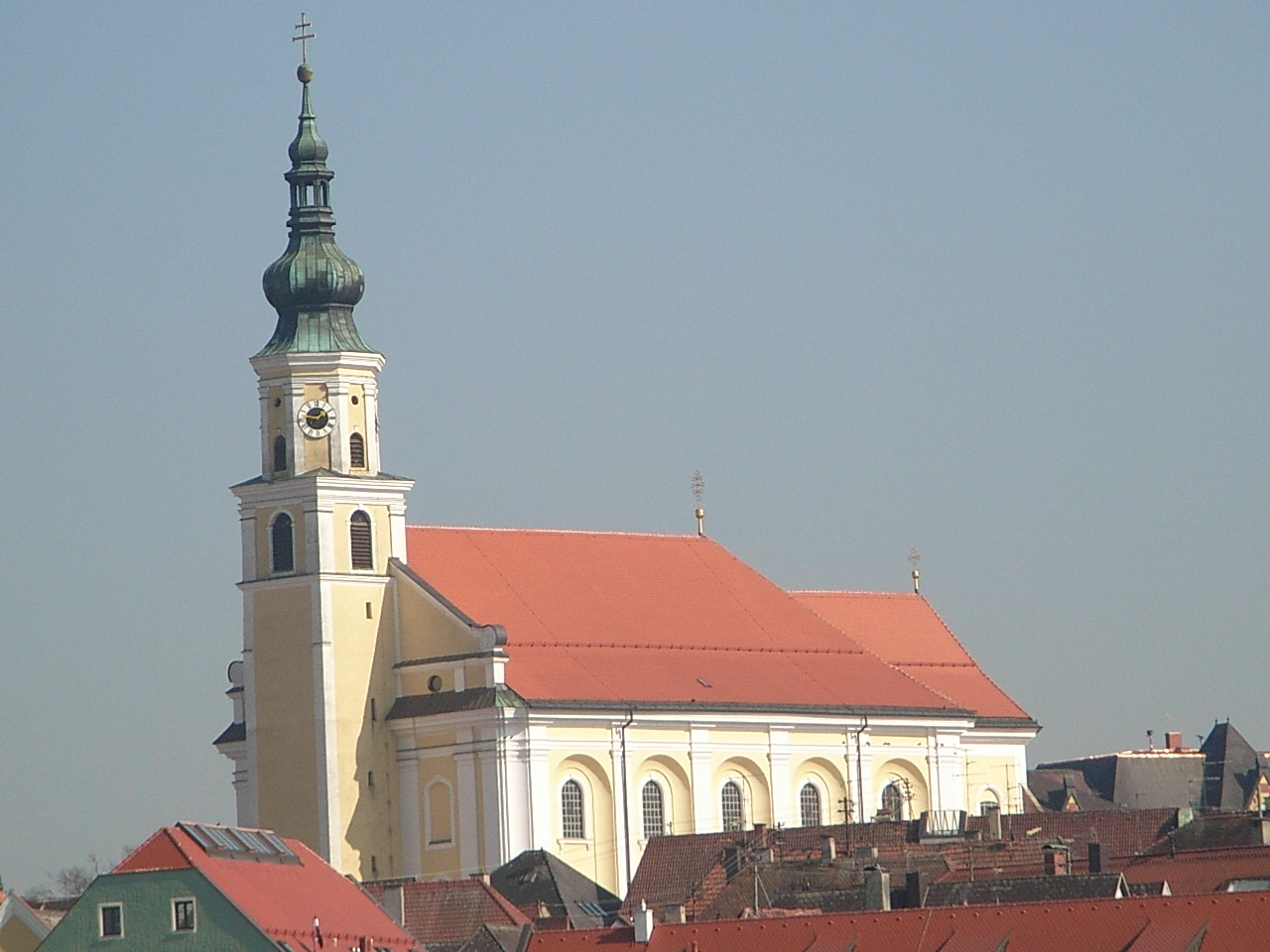
Nhà thờ Saint George.